# متحف الضويلي
متحف الضويلي، أحد متاحف منطقة حائل، أسسه مصعب حامد الغفيلي الشمري، يقع المتحف داخل بناء حديث يتكون من دورين مجموع مساحتهما 500 متر مربع تضم ضمن تقسيماتها صالة عرض للقطع النادرة والثمينة وكذلك عدة أقسام ذات أسقف مقببه حيث يتم عرض جميع المقتنيات تحت تلك القباب.

## أقسام المتحف
يضم المتحف صالة خاصة بالمطبخ والغرف الحايلية والأدوات الزراعية وصالة خاصة بالمنسوجات والحرف اليدوية الحائلية بالإضافة إلى الفناء الذي زرعت به بعض المحاصيل التي تشتهر بها حائل كما يضم العشة والبئر والسواني وبعض السيارات القديمة كما يضم أيضا غرفة الرحى لطحن وجرش الحبوب ومعلاق يحمل قربة من الجلد لتبريد الماء وكذلك زير من الفخار لتبريد الماء أيضا للشرب .
وقد تم تخصيص مجلس به بعض المقاعد التراثية لاستقبال كبار السن والنساء والمعاقين وكذلك غرفة خصصت بوفيه لتقديم بعض المشروبات والأكلات الحائلية للزوار وأخيرا يأتي المجلس الحائلي الذي يتم به الاستقبال الرسمي للضيوف والذي يضم الكمار الخاص بأدوات القهوة كما يوجد به مجموعة من الأسلحة وأدوات الحرب وقد فرش هذا المجلس بسجاد تراثي قديم وقيم.

## وصلات خارجية
- متحف الضويلي.
- أهم المتاحف الخاصة بحائل.